# Trevor Manning
Trevor Wayne Manning (Wellington, 19 december 1945) is een voormalig hockeydoelman uit Nieuw-Zeeland. 
Manning hoorde zowel in 1968 als in 1972 tot de olympische selectie maar kwam niet in actie. Manning  was de eerste keuze tijdens de Olympische Spelen 1976 waar hij met zijn ploeggenoten de gouden medaille won.

## Erelijst
- 1976 –  Olympische Spelen in Montreal